# Saint-Jean-de-Gonville
Saint-Jean-de-Gonville és un municipi francès situat al departament de l'Ain i a la regió d'Alvèrnia-Roine-Alps. L'any 2007 tenia 1.420 habitants.

## Demografia

### Població
El 2007 la població de fet de Saint-Jean-de-Gonville era de 1.420 persones. Hi havia 548 famílies de les quals 160 eren unipersonals (80 homes vivint sols i 80 dones vivint soles), 156 parelles sense fills, 200 parelles amb fills i 32 famílies monoparentals amb fills.
La població ha evolucionat segons el següent gràfic:
Habitants censats

### Habitatges
El 2007 hi havia 617 habitatges, 565 eren l'habitatge principal de la família, 28 eren segones residències i 24 estaven desocupats. 460 eren cases i 149 eren apartaments. Dels 565 habitatges principals, 397 estaven ocupats pels seus propietaris, 151 estaven llogats i ocupats pels llogaters i 17 estaven cedits a títol gratuït; 29 tenien una cambra, 56 en tenien dues, 52 en tenien tres, 102 en tenien quatre i 326 en tenien cinc o més. 500 habitatges disposaven pel capbaix d'una plaça de pàrquing. A 196 habitatges hi havia un automòbil i a 336 n'hi havia dos o més.

### Piràmide de població
La piràmide de població per edats i sexe el 2009 era:
| Homes | Edats   | Dones |
| ----- | ------- | ----- |
| 0     | 95 o +  | 0     |
| 0     | 90 a 94 | 0     |
| 8     | 85 a 89 | 4     |
| 4     | 80 a 84 | 12    |
| 4     | 75 a 79 | 4     |
| 8     | 70 a 74 | 12    |
| 16    | 65 a 69 | 24    |
| 36    | 60 a 64 | 28    |
| 24    | 55 a 59 | 20    |
| 60    | 50 a 54 | 52    |
| 52    | 45 a 49 | 56    |
| 68    | 40 a 44 | 56    |
| 52    | 35 a 39 | 68    |
| 36    | 30 a 34 | 44    |
| 40    | 25 a 29 | 40    |
| 24    | 20 a 24 | 12    |
| 36    | 15 a 19 | 56    |
| 48    | 10 a 14 | 32    |
| 32    | 5 a 9   | 80    |
| 40    | 0 a 4   | 40    |

## Economia
El 2007 la població en edat de treballar era de 1.011 persones, 756 eren actives i 255 eren inactives. De les 756 persones actives 710 estaven ocupades (406 homes i 304 dones) i 46 estaven aturades (21 homes i 25 dones). De les 255 persones inactives 47 estaven jubilades, 75 estaven estudiant i 133 estaven classificades com a «altres inactius».

### Ingressos
El 2009 a Saint-Jean-de-Gonville hi havia 534 unitats fiscals que integraven 1.297,5 persones, la mediana anual d'ingressos fiscals per persona era de 25.293 €.

### Activitats econòmiques
Dels 52 establiments que hi havia el 2007, 3 eren d'empreses alimentàries, 15 d'empreses de construcció, 9 d'empreses de comerç i reparació d'automòbils, 1 d'una empresa de transport, 2 d'empreses d'hostatgeria i restauració, 5 d'empreses financeres, 2 d'empreses immobiliàries, 8 d'empreses de serveis, 3 d'entitats de l'administració pública i 4 d'empreses classificades com a «altres activitats de serveis».
Dels 19 establiments de servei als particulars que hi havia el 2009, 1 era una oficina de correu, 1 taller de reparació d'automòbils i de material agrícola, 4 paletes, 1 guixaire pintor, 3 fusteries, 4 lampisteries, 1 empresa de construcció, 1 perruqueria, 1 veterinari i 2 restaurants.
Dels 4 establiments comercials que hi havia el 2009, 1 era una botiga de menys de 120 m², 2 carnisseries i 1 una botiga d'electrodomèstics.
L'any 2000 a Saint-Jean-de-Gonville hi havia 13 explotacions agrícoles que ocupaven un total de 511 hectàrees.

## Equipaments sanitaris i escolars
El 2009 hi havia una escola elemental.

## Poblacions més properes
El següent diagrama mostra les poblacions més properes.